# Ceratochelus elangatulus
Ceratochelus elangatulus är en skalbaggsart som beskrevs av Blanchard 1850. Ceratochelus elangatulus ingår i släktet Ceratochelus och familjen Melolonthidae. Inga underarter finns listade i Catalogue of Life.